# Francisco Ignacio de la Daga y Vargas
Francisco Ignacio Guerra de la Daga y Vargas Páez de Laguna (Lima, 1640 - ?), fue un clérigo criollo que ocupó importantes cargos eclesiásticos y académicos en el Virreinato del Perú. Rector de la Universidad de San Marcos.

## Biografía
Sus padres fueron el capitán limeño Antonio Guerra de la Daga y Vargas, alcalde ordinario de Lima, y Ana Páez de Laguna. Cursó estudios en el Colegio Mayor de San Felipe y San Marcos, continuándolos en la Universidad de San Marcos, donde obtuvo el grado de Doctor en Cánones.
Inició su carrera eclesiástica, acompañando a su pariente Martín de Velasco y Molina a tomar posesión de la sede episcopal en La Paz. Una vez establecido en la ciudad altiplánica, fue nombrado por el nuevo prelado provisor y vicario general, cargo que conservó incluso durante la administración del siguiente obispo, Bernardino de Cárdenas. A su retorno a Lima, y luego de recibirse como doctor, fue incorporado al claustro sanmarquino y elegido rector (1671). Al término de su gestión, ejerció el vicerrectorado durante el período de Diego Bermúdez de la Torre. Elegido nuevamente rector de la Universidad (1677), durante su última gestión obtuvo la incorporación de la cátedra de Matemáticas, que había sido fundada fuera del claustro.
| Predecesor: Juan Zamudio y Mendoza    | Rector de la Universidad de San Marcos 1670 - 1673 | Sucesor: Diego Bermúdez de la Torre |
| Predecesor: Nicolás Sáenz de Aramburú | Rector de la Universidad de San Marcos 1677 - 1679 | Sucesor: Francisco de Valera        |